# Hoàng Quốc Hiển
Hoàng Quốc Hiển (tiếng Trung: 黄国显; sinh năm 1962) là Trung tướng Không quân Quân Giải phóng Nhân dân Trung Quốc (PLAAF). Ông là Ủy viên dự khuyết Ủy ban Trung ương Đảng Cộng sản Trung Quốc khóa XIX, từng là Tư lệnh Không quân trực thuộc Chiến khu Đông bộ Quân Giải phóng Nhân dân Trung Quốc. Ông là Phó Tư lệnh Quân khu Nam Kinh kiêm Tư lệnh Không quân trực thuộc Quân khu Nam Kinh từ năm 2013 đến năm 2016.

## Tiểu sử
Hoàng Quốc Hiển sinh tháng 4 năm 1962 tại Tương Thành, tỉnh Hà Nam.
Ông đã dành phần lớn sự nghiệp của mình tại Không quân Quân khu Thành Đô và từng đảm nhiệm chức vụ Đại đội trưởng Đại đội Phi hành 2 thuộc Căn cứ Huấn luyện Không quân Quân khu Thành Đô; Trung đoàn trưởng; Tham mưu trưởng Sư đoàn Phi hành, Sư đoàn trưởng. Tháng 8 năm 2005, ông được bổ nhiệm làm Tư lệnh Sở Chỉ huy Không quân Phúc Châu. Năm 2011, ông được bổ nhiệm giữ chức Tham mưu trưởng Không quân trực thuộc Quân khu Nam Kinh. Cùng năm, ông được phong quân hàm Thiếu tướng Không quân.
Tháng 7 năm 2013, Hoàng Quốc Hiển được bổ nhiệm giữ chức vụ Phó Tư lệnh Quân khu Nam Kinh kiêm Tư lệnh Không quân trực thuộc Quân khu Nam Kinh, thay cho ông Trịnh Quần Lương. Ngày 16 tháng 7 năm 2014, ông được thăng quân hàm Trung tướng Không quân.
Tháng 2 năm 2016, Chủ tịch Quân ủy Trung ương Tập Cận Bình ra tuyên bố giải thể 7 đại Quân khu: Bắc Kinh, Thẩm Dương, Tế Nam, Nam Kinh, Quảng Châu, Lan Châu và Thành Đô để thiết lập lại thành 5 Chiến khu, là Chiến khu Đông, Chiến khu Bắc, Chiến khu Nam, Chiến khu Tây và Chiến khu Trung ương; Hoàng Quốc Hiển được bổ nhiệm giữ chức vụ Tư lệnh Không quân trực thuộc Chiến khu Đông bộ Quân Giải phóng Nhân dân Trung Quốc. Ngày 24 tháng 10 năm 2017, tại Đại hội Đảng Cộng sản Trung Quốc lần thứ XIX, ông được bầu làm Ủy viên dự khuyết Ủy ban Trung ương Đảng Cộng sản Trung Quốc khóa XIX.